# Aufstand von Mossul 1959
Der Aufstand von Mossul war ein Putschversuch arabisch-nationalistischer Offiziere gegen die Regierung von Abd al-Karim Qasim in der Republik Irak im März 1959. Die Putschisten scheiterten an mangelhafter Planung und fehlender Unterstützung der Streitkräfte. Nach dem Zusammenbruch der Kontrolle der Putschisten über die Stadt kam es zu gewaltsamen Auseinandersetzungen zwischen verschiedenen Volksgruppen in Mossul.

## Hintergrund
Nach der Abschaffung der Monarchie im Staatsstreich von 1958 hatten Offiziere um Qasim die zentrale Machtposition in der jungen Republik Irak. Qasim versuchte, seine Machtposition durch die Zusammenarbeit mit den Kommunisten auf Kosten der arabischen Nationalisten zu stärken. Dies führte im Februar 1959 zu einer Kabinettskrise, als die nationalistischen Minister aus Protest gegen den kommunistischen Einfluss die Regierung verließen. Um das Machtpotential des zumeist nationalistisch gesinnten Offizierskorps einzuhegen, plante Qasim die Schaffung einer Volksmiliz, welche von kommunistischen Kadern geführt werden sollte. Ebenso machte sich Qasim viele Offiziere dadurch zum Feind, dass er sie zu Gunsten von loyalen Offizieren überging. Im Zuge seiner Zusammenarbeit mit den Kommunisten unterstützte Qasim die Massenversammlung der Friedenspartisanen, einer linksgerichteten Organisation. Diese mobilisierte 250.000 Demonstranten in Mossul, um am 6. März 1959 den Jahrestag ihrer Gründung zu begehen. Die sich am Folgetag abspielenden Gewaltakte zwischen Nationalisten und Kommunisten nahmen die Putschisten zum Anlass, loszuschlagen. Kopf der Bewegung war der sunnitische Garnisonskommandeur von Mossul Abdel Wahhab asch-Schawaf. Er wurde von Teilen der sunnitisch-arabischen Wohlhabenden der Stadt sowie dem örtlichen Zweig der Schammarstammeskonföderation unterstützt.

## Verlauf
Am 8. März 1959 proklamierte Asch-Schawaf die Revolte gegen die Regierung in Baghdad. Am selben Tag unternahmen Putschisten einen erfolglosen Versuch, die Radiostation in Baghdad per Bombenattentat auszuschalten. Die eigentlich von der Vereinigten Arabischen Republik zugesagte Lieferung eines Radiosenders nach Mossul erreichte die Putschisten nicht mehr. Am 9. März 1959 befahl Qasim der Luftwaffe, asch-Schawafs Hauptquartier in Mossul zu bombardieren. Asch-Schawaf wurde bei diesem Angriff verwundet und im Krankenhaus, in dem er Versorgung suchte, erschossen. Die Putschisten wurden von der Vereinigten Arabischen Republik mittels Propaganda unterstützt. Die Hoffnung der Putschisten, dass sich nach der Machtübernahme in Mossul Armeeeinheiten in anderen Landesteilen anschließen würden, erfüllte sich jedoch nicht.

## Folgen
Nach dem Zusammenbruch der Putschisten zogen sich die Stammesangehörigen der Schammar aufs Land zurück. Das entstehende Machtvakuum nutzten sowohl kurdische Freischärler als auch die Kommunisten, um Rache zu nehmen. Während der Anarchie wurden einige wohlhabende sunnitische Familien ausgeplündert und ermordet. Ebenso kam es zu Gewaltakten gegenüber der christlichen Minderheit. Qasims Regierung konnte den Putsch zwar niederschlagen, ihre Stabilität wurde durch einen Mordanschlag der Baath-Partei auf Qasim im Oktober 1959 erneut auf die Probe gestellt. Die Machtposition der Kommunisten wurde gestärkt, sie veranstalteten im April des Jahres eine Massendemonstration in Baghdad mit rund einer Million Teilnehmern.